# الجمعية الوطنية (كوبا)
الجمعية الوطنية للسلطة الشعبية ( الإسبانية :Asamblea Nacional del Poder Popular ) هو البرلمان من جمهورية كوبا والهيئة العليا لسلطة الدولة. ويتم انتخاب أعضائه (الذين يبلغ عددهم حالياً 612) .

## آخر انتخابات
انظر :
- الانتخابات البرلمانية الكوبية 2018

## وصلات خارجية
- الموقع الرسمي للبرلمان الكوبي على شبكة النت  www.parlamentocubano.cu